# Räucherkate

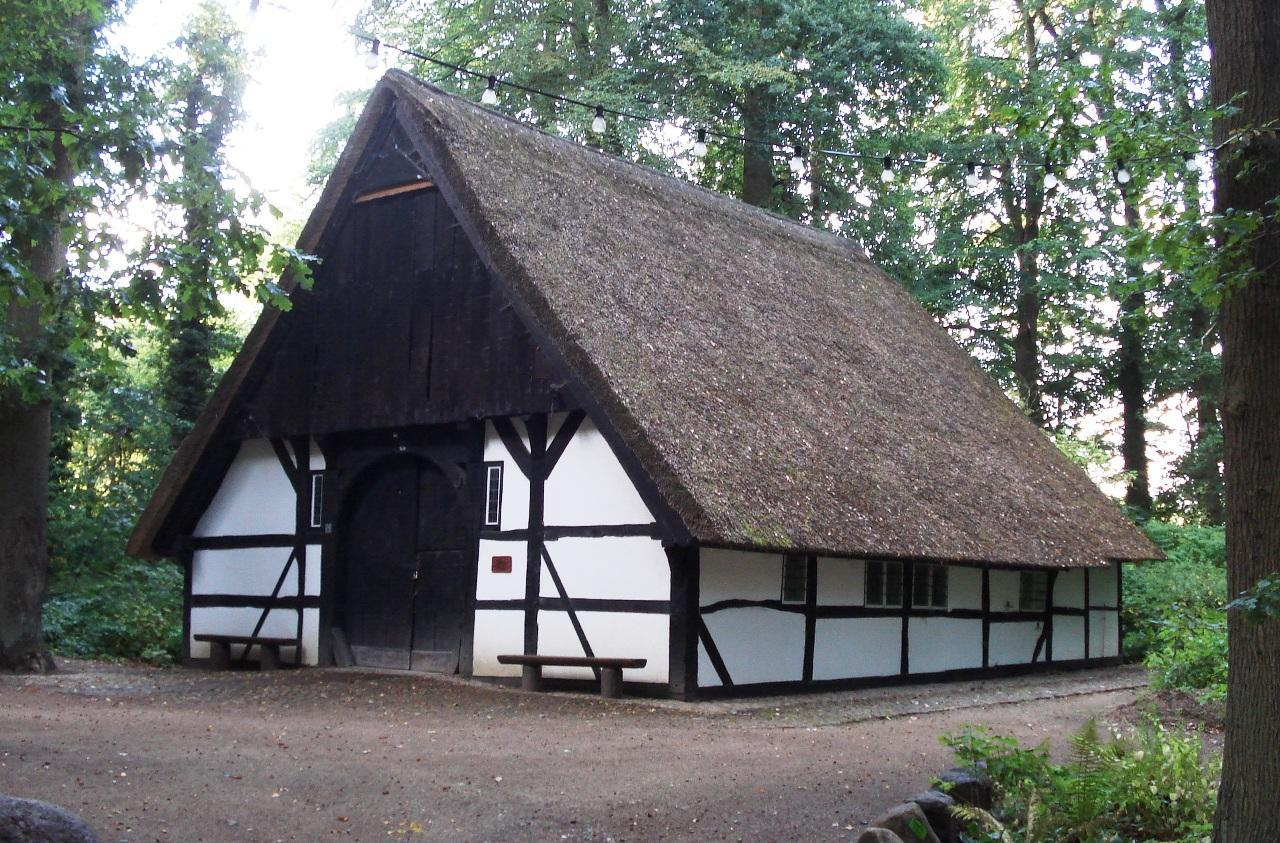
Die Tews-Kate in Malente – die älteste Räucherkate in Ostholstein

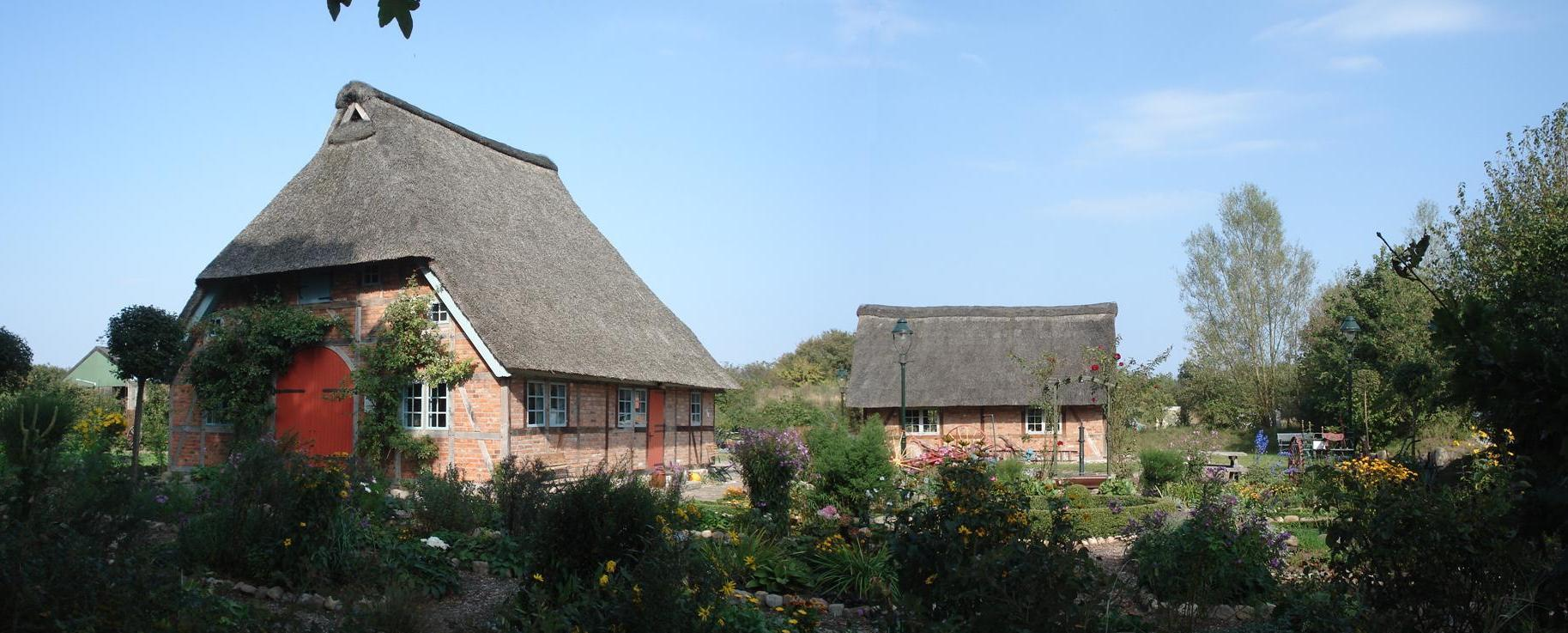
Alte Rauchkate im Dorfmuseum Ratekau (in Ratekau im Kreis Ostholstein)

Eine Räucherkate (zunächst auch plattdeutsch Rookhus) ist ein im 18. und 19. Jahrhundert besonders im norddeutschen Raum verbreiteter Gebäudetyp. Es handelt sich um Häuser bzw. Gebäude, die zum Räuchern von Lebensmitteln dienten.
Die Räucherkaten dienten meist sowohl der üblichen bäuerlichen Bewirtschaftung als auch dem Räuchern von Schinken und Mettwurst. Die Bewohner stellten meist für die anderen Bauern der Umgebung ihre Diele, in der das offene Herdfeuer unterhalten wurde, zur Haltbarmachung von Wurst- und Fleischwaren zur Verfügung. Auch Fischer im Binnenseegebiet hatten solche Hütten, in denen sie ihren Fisch räucherten.
Von der Konstruktion her ist die Räucherkate meist den gebietstypischen Bauweisen nachempfunden, jedoch erheblich kleiner als die Bauernhäuser der Hofanlagen. Gerade in den Zeiten, als das Niedersächsische Rauchhaus mit offener Feuerstelle immer seltener gebaut und bereits existierende Häuser dieses Typus umgebaut wurden, so dass keine offenen Feuerstellen den Rauch im ganzen Bauernhaus mehr verteilten, gewannen die kleineren Räucherkaten an Bedeutung. Die zumeist ärmlichen Bewohner, die sich die „modernen“ Häuser nicht leisten konnten, hatten so die Möglichkeit eines Nebenverdienstes. Das Leben in einem Rauchhaus oder später in den Rauchkaten war dabei alles andere als gesundheitsfördernd.
Später wurden einige Rauchkaten ausschließlich zum Räuchern verwendet. Einige Räucherkaten überdauerten lange Zeit. So die Eickedorfer Räucherkate im Teufelsmoor und die Rauchkate in Harmsdorf in Holstein.

## Rauchkaten

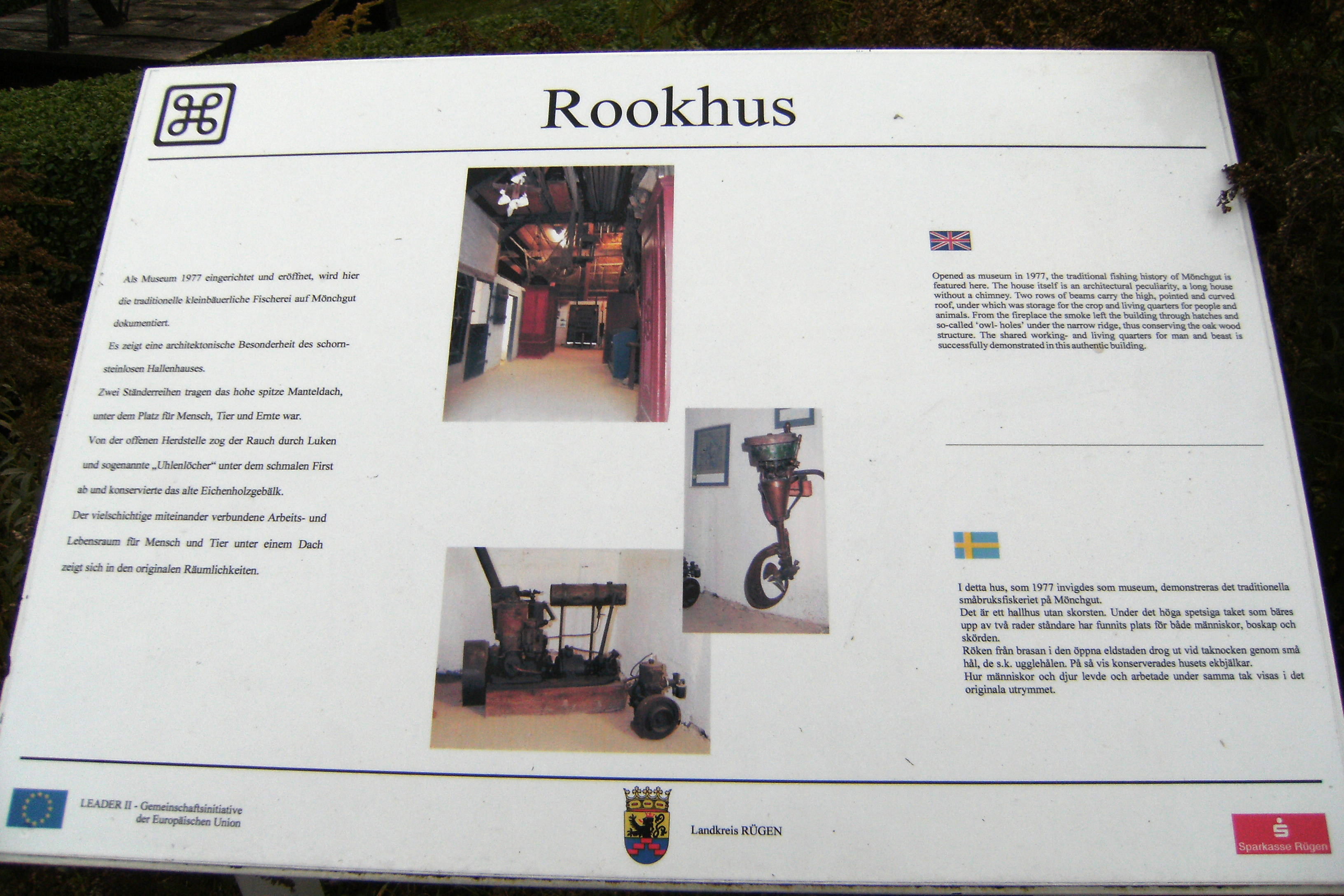
Das Rookhus Göhren – Infotafel

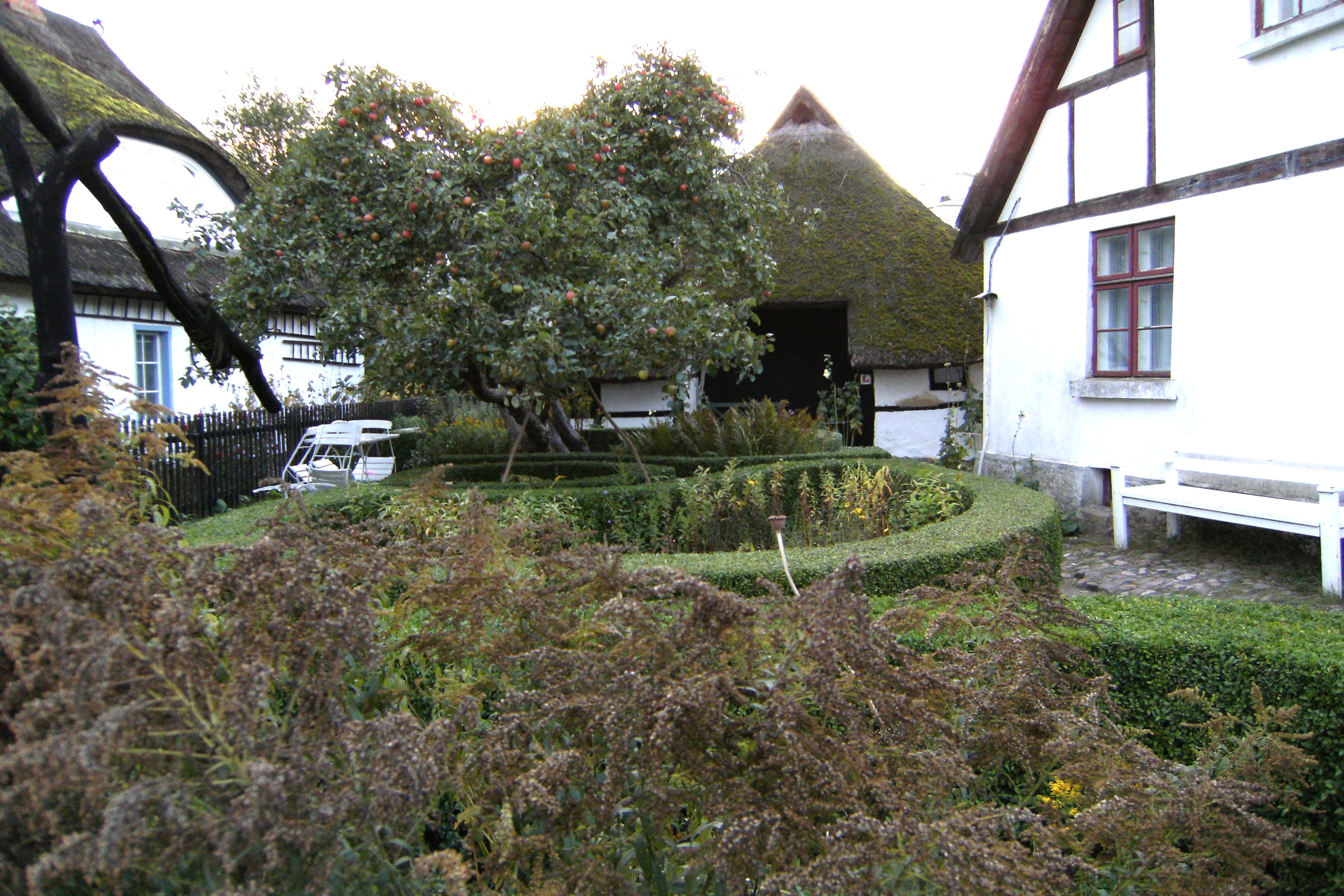
Das Rookhus in Göhren – hinten

Rauchkaten (plattdeutsch Rookhus) sind auf Rügen und in anderen Küstengebieten der Ostsee schornsteinlose Bauern- und Fischerhäuser, bei denen aus dem offenen Herd der aufsteigende Rauch nur durch giebelseitige Öffnungen im Rohrdach – „Uhlenlöcher“ genannt, sowie durch offene Türen und Fenster entweichen konnte. Der Dachstuhl war ohne Decke, dadurch war das Balkenwerk durch den Rauch geschwärzt. Die Rohrdächer waren tief hängend auf niedrigen Fachwerkwänden mit Lehmausfachung. Sie besaßen beidseitig viereckige mit überdachte „Afsiden“ (Abseiten). Die Haustüren (auch „Klöntüren“ genannt) waren horizontal geteilt – unten „dat Unnerheck“ und oben „dat Babenheck“. Der dahinterliegende zentrale Arbeitsraum hieß „de Dääl“. Die oben genannte (aber wohl falsch gedeutete) Bezeichnung und der zugeschriebene Verwendungszweck des Gebäudes als Räucherhaus rührt wohl daher, das in dem Wohnhaus die Fleisch- und Wurstwaren zum Schutz vor Ungeziefer und zur Konservierung in den aufsteigenden Rauch gehängt wurden. Zum Räuchern, im Sinne des Wortes, reichte das aber bei weitem nicht. Der Gebäudetyp war noch bis zur Hälfte des 19. Jahrhunderts in Gebrauch. Rauchkaten, wenn auch leicht verändert, waren noch bis in die 1970er Jahre bewohnt, z. B. in Alt Reddevitz. In Göhren ist ein „Rookhus“ als Museum eingerichtet.